# باشگاه فوتبال استقلال تهران در فصل ۸۱–۱۳۸۰
باشگاه فوتبال استقلال تهران در فصل ۸۱–۱۳۸۰ پنجاه‌ و ششمین سال حضور تیم فوتبال باشگاه استقلال در مسابقات فوتبال در ایران بود. این فصل نخستین دوره لیگ برتر فوتبال ایران و آغاز حرکت به سوی حرفه‌ای شدن فوتبال در ایران نیز بود. استقلال به عنوان مدافع عنوان قهرمانی لیگ (جام آزادگان فصل ۸۰–۱۳۷۹) پای در این رقابت‌ها گذاشت.
در لیگ برتر، استقلال تا روز پایانی لیگ صدرنشین مسابقات بود و با توجه به تفاضل گل بهتر نسبت به تعقیب‌کننده‌اش، برای قهرمانی در روز آخر تنها به یک تساوی برابر ملوان نیاز داشت. هفته بیست‌وششم و پایانی بازی‌ها که در روز ۷ خرداد ۱۳۸۱ برگزار شد، با شکست استقلال در بندر انزلی و برد پرسپولیس در تهران برابر فجر سپاسی رقم خورد تا استقلال در گام آخر جام را واگذار کند.
در آسیا، استقلال پس از راه‌یابی به جمع چهار تیم پایانی، در حالی که میزبان دور نهایی رقابت‌ها بود، از رسیدن به فینال بازماند. بازی نیمه نهایی روز ۱۴ فروردین ۱۳۸۱ زیر بارانی سیل‌آسا در تهران برگزار شد و استقلال با شکست برابر آنیانگ کره جنوبی به دیدار رده‌بندی رفت. آن‌ها با پیروزی در بازی رده‌بندی برابر تیم نسف قارشی ازبکستان به مقام سومی آخرین دوره جام باشگاه‌های آسیا رسیدند.
در جام حذفی، پس از پایان لیگ و با کناره‌گیری منصور پورحیدری، استقلال بازی‌ها را با مربی‌گری امیر قلعه‌نویی ادامه داد. آبی‌ها در خرداد ۱۳۸۱ به ترتیب تیم‌های ذوب آهن، سپاهان و فجر سپاسی شیراز را از پیش رو برداشتند و برای چهارمین بار در تاریخ خود قهرمان جام حذفی ایران شدند.

## مرور فصل

### لیگ برتر
نخستین دوره لیگ برتر فوتبال ایران از آبان سال ۱۳۸۰ آغاز شد. با وجود اعلام حرفه‌ای شدن لیگ، به دلیل کیفیت نه چندان خوب بازی‌ها تماشاگران چندان از مسابقات لیگ این فصل استقبال نکردند و یکی از کم‌تماشاگرترین دوره‌های برگزاری لیگ فوتبال در ایران بود. هر چند که ناکامی تیم ملی فوتبال ایران در راه‌یابی به جام جهانی ۲۰۰۲ نیز در سرخوردگی تماشاگران و سرد شدن ورزشگاه‌های فوتبال ایران در این سال تأثیرگذار بود. استقلال اگرچه پس از ماه‌ها صدرنشینی در روز پایانی جام را از دست داد، اما روند نزولی این تیم از نیم‌فصل دوم آغاز شده بود. استقلال در ۱۳ بازی دور برگشت، ۶ تساوی و ۲ باخت را بر جای گذاشت تا سرنوشت قهرمانی به روز پایانی کشیده شود. روز پایانی لیگ در حالی که استقلال برای قهرمانی به یک تساوی برابر ملوان نیاز داشت، بازیکنان نمایش بسیار بی‌انگیزه و کم‌رمقی را از خود نشان دادند. بلافاصله پس از این پایان ناگوار برای استقلال، منصور پورحیدری از سرمربی‌گری تیم کناره‌گیری کرد. علی فتح‌الله‌زاده مدیر باشگاه اعلام کرد که پورحیدری به دلیل «ناراحتی، خستگی و گله از تعدادی از بازیکنان» اصرار کرده است که از استقلال برود. امیر قلعه‌نویی به زودی جای پورحیدری را گرفت و هدایت تیم را در بازی‌های باقی‌مانده جام حذفی بر عهده داشت.

### جام حذفی
در فصل ۸۱–۱۳۸۰ پانزدهمین دوره جام حذفی فوتبال ایران برگزار شد. این دوره از بازی‌ها از سال ۱۳۸۰ آغاز شد و پس از پایان مسابقات لیگ در خرداد ماه سال بعد به پایان رسید. استقلال تا بازی رفت مرحله یک چهارم نهایی را با منصور پورحیدری پشت سر گذاشت و از این مرحله به بعد را در خرداد ماه ۱۳۸۱ با مربی‌گری امیر قلعه‌نویی ادامه داد. آبی‌پوشان پس از این‌که قهرمانی لیگ را در روز پایانی از دست دادند، با هدف قهرمانی پای در بازی‌های حذفی نهادند تا فصل را بدون جام به پایان نبرده باشند.
استقلال پس از پشت سر گذاشتن تیم لشکر ۳۰ گرگان (پیروزی ۷–۱ در مجموع دو بازی رفت و برگشت)، در مرحله یک‌هشتم نهایی به دیدار پاس تهران رفت. سرنوشت این مرحله با توجه به هم‌شهری بودن دو تیم در یک بازی رقم خورد. روز جمعه ۲۱ دی ۱۳۸۰ و در حالی که برف نیمی از زمین را سپیدپوش کرده بود، دو تیم در ورزشگاه آزادی تهران به دیدار هم رفتند. استقلال در دقایق ۱۳ و ۱۷ با دو گل مومن‌زاده و دین‌محمدی از پاس جلو افتاد. جواد نکونام بازیکن جوان پاس در دقیقه ۲۸ یکی از گل‌ها را پاسخ داد. در دقیقه ۶۰ فرهاد ربیع‌خواه با ضربه‌ای از پشت محوطه جریمهٔ استقلال بازی را برابر کرد. اما این نتیجه دیری نپایید و دو دقیقه بعد با خطای نیما نکیسا بر روی احمد مومن‌زاده، داور نقطه پنالتی را نشان داد تا استقلال با ضربه پنالتی محمد نوازی دوباره پیش بیفتد. در دقیقه ۸۱ استقلال گل چهارم را هم با ضربه دیدنی مجاهد خذیراوی به ثمر رساند و بازی در نهایت با نتیجه ۴–۲ به پایان رسید.
حریف مرحله یک‌چهارم نهایی ذوب آهن بود. بازی رفت دو تیم ۱۹ فروردین ۱۳۸۱ در اصفهان با تساوی بدون گل به پایان رسید. بازی برگشت روز ۱۲ خرداد ۱۳۸۱، ۵ روز پس از پایان لیگ، برگزار شد و استقلال توانست با نتیجه ۳–۱ ذوب آهن را از پیش رو بردارد.
در نیمه نهایی استقلال به سپاهان اصفهان برخورد کرد. روز ۱۷ خرداد ۱۳۸۱ در دیدار رفت در اصفهان، استقلال و سنگربان‌اش، هادی طباطبایی، نمایش ضعیفی داشتند و تا دقیقه ۶۰، ۴ بر صفر از سپاهان عقب افتادند. لئون استپانیان با سه گل مرد اول سپاهان در این بازی بود. محمود کریمی زننده گل دیگر سپاهان بود. در ادامه با دو تعویض از سوی قلعه‌نویی و ورود یدالله اکبری و فراز فاطمی، استقلال توانست دو گل پیاپی را وارد دروازه سپاهان کند تا برای دیدار برگشت در تهران هم‌چنان امیدوار باقی بماند. در این بازی پرحادثه محمد خرمگاه و سهراب بختیاری‌زاده از استقلال و مجید بصیرت از سپاهان از سوی داور مسابقه از زمین اخراج شدند. بازی برگشت نیمه‌نهایی ۲۱ خرداد ۱۳۸۱ در ورزشگاه تختی تهران به قضاوت علی خسروی برگزار شد و استقلال توانست با نتیجه ۳–۱ سپاهان را شکست دهد. یدالله اکبری (پنالتی)، فراز فاطمی و احمد مومن‌زاده گلزنان استقلال بودند و تک گل سپاهان را ادموند بزیک در دقیقه ۹۰ زد. به این ترتیب دو تیم در مجموع دو بازی به تساوی ۵–۵ رسیدند که با قانون گل زده بیشتر در خانه حریف، استقلال راهی دیدار پایانی شد.
در دیدار پایانی استقلال برابر فجر سپاسی (قهرمان دوره گذشته جام حذفی ایران در فصل ۸۰–۱۳۷۹) قرار گرفت تا در دو بازی رفت و برگشت قهرمان مسابقات معرفی شود. دیدار رفت فینال روز ۲۶ خرداد ۱۳۸۱ در ورزشگاه حافظیه شیراز برگزار شد و با برتری ۲–۱ استقلال به پایان رسید. در این دیدار استقلال از همان ابتدا با ترکیبی تهاجمی به میدان آمد و با بازی روان بازیکنان خود بر تیم حریف مسلط شد. یدالله اکبری و سیروس دین‌محمدی برای استقلال و مهرزاد معدنچی برای سپاسی گلزنی کردند. استقلال در این دیدار یک پنالتی را نیز توسط یدالله اکبری از دست داد.
بازی برگشت ۳۰ خرداد ۱۳۸۱ در ورزشگاه تختی تهران انجام گرفت و دو تیم به تساوی ۲–۲ رسیدند. علی موسوی هر دو گل استقلال را به ثمر رساند و گل‌های سپاسی را هم مهدی پاشازاده (گل به خودی) و مهرزاد معدنچی زدند. صمد زارع از فجر سپاسی در نیمه دوم با کارت قرمز داور از زمین بیرون رفت. به این ترتیب استقلال در مجموع دو بازی با نتیجه ۴–۳ به برتری دست یافت و برای چهارمین بار در تاریخ خود قهرمان جام حذفی فوتبال ایران شد.

### جام باشگاه‌های آسیا
استقلال به عنوان قهرمان لیگ آزادگان فصل ۸۰–۱۳۷۹ نماینده ایران در جام باشگاه‌های آسیا ۰۲–۲۰۰۱ بود. آبی‌ها در نخستین بازی خود در این رقابت‌ها باید در مرحله یک‌شانزدهم نهایی بازی‌ها برابر تیم الحکمه لبنان صف‌آرایی می‌کردند که این دیدار به دلیل انصراف نماینده لبنان از حضور در رقابت‌ها انجام نشد و استقلال به مرحله یک‌هشتم نهایی راه پیدا کرد.
حریف استقلال در مرحله یک‌هشتم نهایی الاتحاد عربستان بود. این مرحله در دو بازی رفت و برگشت انجام می‌شد. بازی نخست روز ۳۰ آذر ۱۳۸۰ در شهر جده عربستان برگزار شد و با نتیجه ۳ بر ۲ به سود تیم الاتحاد به پایان رسید. علی‌رضا واحدی نیکبخت و محمود فکری گلزنان استقلال در این بازی بودند. یکی از گل‌های الاتحاد نیز روی اشتباه نیکبخت و گل به خودی او به ثمر رسید.
دو هفته بعد در روز ۱۴ دی ۱۳۸۰ بازی برگشت در ورزشگاه تماشاگر آزادی تهران برگزار شد. استقلال برای رفتن به مرحله بعدی بازی‌ها نیاز به برد در این دیدار داشت اما گل زودهنگام سرجیو ریکاردو مهاجم برزیلی الاتحاد در دقیقه ۶ اوضاع را برای استقلال بدتر کرد. پس از این گل استقلال به حمله آمد و فشار را بیشتر کرد. آبی‌پوشان در نیمه نخست ۱۱ کرنر بر روی دروازه الاتحاد فرستادند اما از این فشار نتیجه‌ای نگرفتند و این نیمه با همان یک گل به سود میهمان به پایان رسید. نیمه دوم استقلال برای جبران به میدان آمد و سرانجام در دقیقه ۷۰ صاحب یک ضربه پنالتی شد. محمد نوازی بر خلاف جهت حرکت دروازه‌بان آن را به گل تبدیل کرد و نتیجه را برابر کرد. بازی تا لحظات پایانی با همین نتیجه در جریان بود تا این‌که در دقیقه ۹۲ روی پاس نوازی به اکبرپور در سمت راست و سانتر این بازیکن بر روی خط شش قدم، علی‌رضا واحدی نیکبخت با یک پرواز بلند و ضربه سر دقیق گل برتری استقلال را وارد دروازه الاتحاد کرد. نیکبخت در این بازی دو پیراهن ورزشی پوشیده بود و پس از گل پیراهن اول را درآورد و آن را به سوی طرفداران پرتاب کرد. با این گل دو تیم در مجموع دو بازی به نتیجه برابر ۴–۴ رسیدند اما استقلال به دلیل گل‌زدهٔ بیشتر در خانه حریف به مرحله بعد صعود کرد.
در بهمن ۱۳۸۰، مرحله یک‌چهارم نهایی جام باشگاه‌های آسیا در منطقه غرب قاره به صورت یک‌جا و متمرکز در ابوظبی امارات برگزار شد. این مرحله رفت و برگشت نبود و تیم‌های صعودکننده به این مرحله تنها در یک دور به مصاف هم می‌رفتند. استقلال در این مرحله به نسبت بازی نفس‌گیر مرحله گذشته، کار آسانی را پیش رو داشت و در دیدار با حریفان دچار مشکل نشد. آبی‌ها در بازی نخست میزبان رقابت‌ها را با ۵ گل شکست دادند. آنها تا دقیقه ۸۰ این بازی ۲–۳ از الوحده امارات عقب بودند اما در ده دقیقه پایانی سه بار توپ را وارد دروازه این تیم کردند. در بازی دوم با نسف قارشی به تساوی ۱–۱ رسیدند و در بازی آخر با سه گل الکویت را بدرقه کردند. فراز فاطمی با ۴ گلی که در این مرحله به ثمر رساند عملکرد درخشانی داشت. در پایان مرحله یک‌چهارم نهایی، استقلال با ۷ امتیاز در صدر جدول قرار گرفت و به همراه تیم دوم (نسف قارشی) به دور نهایی جام باشگاه‌های آسیا ۰۲–۲۰۰۱ را یافت.
بازی‌های دور پایانی جام باشگاه‌های آسیا ۰۲–۲۰۰۱ (شامل بازی‌های نیمه‌نهایی، رده‌بندی و فینال) همچون بازی‌های دور یک‌چهارم نهایی به صورت یک‌جا و متمرکز به میزبانی یکی از تیم‌های حاضر در رقابت‌ها برگزار می‌شد و باشگاه استقلال تهران به فاصله سه سال توانست بار دیگر میزبانی دور نهایی جام باشگاه‌های آسیا را بر عهده گیرد. استقلال و نسف قارشی ازبکستان از غرب و آنیانگ و سوون سامسونگ از شرق آسیا به این مرحله رسیده بودند که در فروردین ماه ۱۳۸۱ در تهران برای تعیین قهرمان آسیا با یکدیگر پیکار کردند. بازی‌های نیمه نهایی روز ۱۴ فروردین ۱۳۸۱ در ورزشگاه آزادی تهران برگزار شد. پس از بازی اول میان سامسونگ و نسف قارشی، استقلال برابر آنیانگ کره جنوبی به میدان رفت. هنگام شروع بازی رویداد پیش‌بینی‌نشده‌ای رخ داد که استقلال را در بهره‌برداری از امتیاز میزبانی مسابقات ناکام کرد و آن باران سیل‌آسایی بود که بعد از ظهر آن روز زمین چمن ورزشگاه آزادی را غرق در آب کرد. در عرض یک ساعت چنان بارانی در ورزشگاه آزادی باریدن گرفت که با وجود تخلیه آب جمع‌شده در زمین با امکانات اولیه همچون سطل، اسفنج و وسایلی از این دست، زمین چمن ورزشگاه به تالابی بدل شده بود که حرکت توپ و بازیکنان در آن به سختی انجام می‌گرفت. در چنین زمینی اجرای برنامه‌های هر دو تیم غیرممکن بود و بازیکنان می‌کوشیدند تا تنها توپ را از دروازه خود دور کنند. گل اول این دیدار را مارکو مارتینز در دقیقه ۵۵ برای آنیانگ به ثمر رساند که با گل دقیقه ۶۲ یدالله اکبری پاسخ داده شد. آنیانگ در دقیقه ۷۲ توسط آندره لوئیز دوس سانتوس به گل دوم رسید که این گل تا پایان مسابقه برتری آنیانگ را حفظ کرد. استقلال در این مسابقه یک پنالتی را توسط پنالتی‌زن مطمئن خود، محمد نوازی، از دست داد تا روند بدشانسی آبی‌ها در این روز تکمیل شود. آب‌گرفتگی زمین آزادی و انتقادات فراوانی که به زیرساخت‌های فوتبال ایران وارد شد، باعث شد تا این ورزشگاه از خرداد ۱۳۸۱ و پس از پایان لیگ، به مدت یک سال از چرخه برگزاری بازی‌های فوتبال در ایران خارج شود و مورد بازسازی قرار گیرد. دو روز بعد استقلال در بازی رده‌بندی در برابر تیم نسف قارشی ازبکستان را با نتیجه ۵ بر ۲ شکست داد و به مقام سومی رسید.

### دوستانه
دیر شروع شدن بازیهای لیگ برتر این مجال را فراهم کرد که تیم استقلال در این سال در دو تورنمنت چهارجانبه کیش و مشهد هم حاضر شود. ابتدا در چهارجانبه کیش با شکست دادن دو تیم پاس تهران و تیم ملی جوانان ایران قهرمان این جام شد و سپس در چهارجانبه مشهد حاضر شد که در بازی اول و در ضربات پنالتی مغلوب تیم فجرسپاسی شد و در بازی رده‌بندی تیم کپه‌داغ ترکمنستان را شکست داد و به عنوان سومی دست یافت. همچنین در این سال بازی‌هایی به عنوان جام اتحادیه باشگاه‌ها برگزار شد که استقلال در دور اول تیم شعاع تهران را از پیش رو برداشت و در دور دوم تیم میهن تهران را از دور مسابقات حذف کرد. استقلال از ابتدا با ترکیبی جوان در این بازی‌ها حاضر شده بود و بازیکنانی چون جباری، طالب‌لو و قربانی در این بازیها برای اولین بار برای استقلال به میدان رفتند. استقلال در دور سوم تیم امید خود را به مصاف تیم برق تهران فرستاد و با شکست ۳–۰ تیم امید، استقلال از دور بازیهای جام اتحادیه باشگاه‌ها کنار رفت.

## بازی‌ها

### لیگ برتر
منبع
| ۱۳ آبان ۱۳۸۰ ۱ | برق شیراز                                          | ۱ – ۱ | استقلال تهران                 | شیراز                                                   |
|                | منصوری ۶۴' (پنالتی) · جهانبخش جعفری  · محمد مطوری  |       | موسوی ۷۹' · طباطبایی · خرمگاه | ورزشگاه: حافظیه شیراز تماشاگران: ۹۰۰۰ داور: مسعود مرادی |

| ۲۸ آبان ۱۳۸۰ ۲ | استقلال تهران        | ۱ – ۳ | پاس تهران                                              | تهران                                                       |
|                | موسوی ۲۴' · هاشمی‌نسب |       | آقایی ۲۳' · عزیزی ۷۲' · خطیبی ۷۷' · نکونام · سرآبادانی | ورزشگاه: آزادی تهران تماشاگران: ۵۰۰۰ داور: فریدون اصفهانیان |

| ۲ آذر ۱۳۸۰ ۳ | استقلال تهران                                                        | ۴ – ۰ | تراکتورسازی تبریز     | تهران                                                  |
|              | نوازی ۵۴' (پنالتی) · دین‌محمدی ۶۷' · اکبری ۸۴' · مجیدی ۸۶' · پاشازاده |       | محمد فرشباف ناصر ساعی | ورزشگاه: آزادی تهران تماشاگران: ۵۰۰۰ داور: حسین‌علی یدی |

| ۶ آذر ۱۳۸۰ ۴ | ذوب‌آهن اصفهان                                                 | ۲ – ۱ | استقلال تهران                                  | اصفهان                                                |
|              | محمدوند ۱۰' · فکری ۶۷' (گل‌به‌خودی) · امیدیان · وزیری · طهماسبی |       | دین‌محمدی ۶۴' · فکری · موسوی · واحدی نیکبخت '۸۵ | ورزشگاه: ۲۲ بهمن تماشاگران: ۲۰۰۰۰ داور: فرج‌الله یثربی |

| ۱۸ آذر ۱۳۸۰ ۵ | استقلال تهران                                              | ۳ – ۲ | استقلال رشت                       | تهران                                                 |
|               | مجیدی ۱۰' · نادرنژاد ۲۶' (گل‌به‌خودی) · سیدعباسی ۵۲' · نوازی |       | حجازی ۶۵' (پنالتی) · فیضی‌مقدم ۶۷' | ورزشگاه: آزادی تهران تماشاگران: ۲۰۰۰ داور: جلال مرادی |

| ۲۴ آذر ۱۳۸۰ ۶ | سایپا کرج                  | ۰ – ۱ | استقلال تهران                      | تهران                                                  |
|               | آورند  امیرآبادی  کاظمیان  |       | مجیدی ۲۱' · واحدی نیکبخت · خذیراوی | ورزشگاه: آزادی تهران تماشاگران: ۵۰۰۰ داور: مسعود مرادی |

| ۷ دی ۱۳۸۰ ۷ | استقلال تهران        | ۱ – ۱ | فجرسپاسی شیراز | تهران                                                 |
|             | فاطمی ۸۳' · مومن‌زاده |       | رجب‌زاده ۶۲'    | ورزشگاه: آزادی تهران تماشاگران: ۱۵۰۰۰ داور: علی خسروی |

| ۲۸ دی ۱۳۸۰ ۹ (دربی ۵۲) | استقلال تهران                            | ۱ – ۱ | پیروزی تهران                                                         | تهران                                                           |
|                        | نوازی ۳۸' (پنالتی) · هاشمی‌نسب · مومن‌زاده |       | جباری ۲۵' · انصاریان '۸۷  · ابوالقاسم‌پور  · حلالی  · بهروز رهبری‌فرد  | ورزشگاه: آزادی تهران تماشاگران: ۸۰۰۰۰ داور: پاسکواله رودو مونتی |

| ۲ بهمن ۱۳۸۰ ۸ | فولاد خوزستان                       | ۱ – ۲ | استقلال تهران                                                                 | دزفول                                                 |
|               | مهدی‌پور ۱۹'  · سعداوی  · کاملی‌مفرد  |       | نوازی ۳۶' (پنالتی) · اکبرپور ۵۲' · بختیاری‌زاده · نوازی · مجیدی · واحدی نیکبخت | ورزشگاه: شهید مجدیان تماشاگران: ۱۵۰۰۰ داور: علی خسروی |

| ۷ بهمن ۱۳۸۰ ۱۰                            | سپاهان اصفهان | ۰ – ۱ | استقلال تهران     | اصفهان                                                     |
|                                           |               |       | فاطمی ۳۴' · اکبری | ورزشگاه: ۲۲ بهمن اصفهان تماشاگران: ۱۵۰۰۰ داور: مسعود مرادی |
| یادداشت: تایخ برگزاری بازی به تعویق افتاد |               |       |                   |                                                            |

| ۲۵ بهمن ۱۳۸۰ ۱۱ | استقلال تهران                 | ۲ – ۱ | ابومسلم مشهد | تهران                                                       |
|                 | بختیاری‌زاده ۱+۴۵' · قلی‌اف ۶۷' |       | عنایتی ۵۲'   | ورزشگاه: آزادی تهران تماشاگران: ۶۰۰۰ داور: فریدون اصفهانیان |

| ۲۹ بهمن ۱۳۸۰ ۱۲ | پیکان تهران | ۱ – ۳ | استقلال تهران                                               | تهران                                                    |
|                 | استواری ۲۰' | گزارش | دین‌محمدی ۶' · فاطمی ۱۲' · خذیراوی ۵۲' · مجیدی · بختیاری‌زاده | ورزشگاه: آزادی تهران تماشاگران: ۵۰۰۰ داور: فرج‌الله یثربی |

| ۴ اسفند ۱۳۸۰ ۱۳ | استقلال تهران                                   | ۴ – ۰ | ملوان انزلی | تهران                                                      |
|                 | واحدی نیکبخت ۴۰' · مومن‌زاده ۷۵' ۸۰' · فاطمی ۸۹' |       | نوری        | ورزشگاه: آزادی تهران تماشاگران: ۱۵۰۰۰ داور: رحیم رحیمی‌مقدم |

| ۱۶ اسفند ۱۳۸۰ ۱۴ | استقلال تهران                     | ۱ – ۰ | برق شیراز                         | تهران                                                |
|                  | دین‌محمدی ۱۰' · نوازی · قربانی '۸۵ |       | سمیعی‌نیا · قوسی '۶۵ · عزیزیان '۸۵ | ورزشگاه: آزادی تهران تماشاگران: ۷۰۰۰ داور: محسن ترکی |

| ۲۰ اسفند ۱۳۸۰ ۱۵ | پاس تهران                         | ۲ – ۱ | استقلال تهران                                          | تهران                                                   |
|                  | بیاتی‌نیا ۲۱' · خطیبی ۵۲' · هدایتی |       | دین‌محمدی ۶۳' · نوازی · دین‌محمدی · واحدی نیکبخت · اکبری | ورزشگاه: آزادی تهران تماشاگران: ۱۰۰۰۰ داور: مسعود مرادی |

| ۲۶ اسفند ۱۳۸۰ ۱۶ | تراکتورسازی تبریز | ۰ – ۱ | استقلال تهران        | تبریز                                                  |
|                  |                   |       | فاطمی ۸۴' · هاشمی‌نسب | ورزشگاه: آزادی تهران تماشاگران: ۲۲۰۰۰ داور: جلال مرادی |

| ۲۶ فروردین ۱۳۸۱ ۱۷ | استقلال تهران                                                           | ۲ – ۲ | ذوب‌آهن اصفهان                                   | تهران                                                       |
|                    | مومن‌زاده · نوازی ۹۰' (پنالتی) · برومند · نوازی · بختیاری‌زاده · فکری '۸۰ |       | محمدوند ۲۴' · پطروسیان ۵۸' (پنالتی) · وزیری '۶۵ | ورزشگاه: آزادی تهران تماشاگران: ۱۵۰۰۰ داور: خداداد افشاریان |

| ۱ اردیبهشت ۱۳۸۱ ۱۸ | استقلال رشت | ۰ – ۱ | استقلال تهران                                | رشت                                                     |
|                    |             |       | موسوی ۷۲' · نوازی · موسوی · پاشازاده · اکبری | ورزشگاه: آزادی تهران تماشاگران: ۱۲۰۰۰ داور: مسعود مرادی |

| ۶ اردیبهشت ۱۳۸۱ ۱۹ | استقلال تهران                   | ۲ – ۲ | سایپا کرج                        | تهران                                                      |
|                    | واحدی نیکبخت ۵۷' · دین‌محمدی ۶۶' |       | کاظمیان ۲۴' (پنالتی) · خلیلی ۸۸' | ورزشگاه: آزادی تهران تماشاگران: ۱۵۰۰۰ داور: غلام‌علی همیراد |

| ۱۰ اردیبهشت ۱۳۸۱ ۲۰ | فجرسپاسی شیراز | ۰ – ۰ | استقلال تهران               | شیراز                                                         |
|                     |                |       | مومن‌زاده نوازی واحدی نیکبخت | ورزشگاه: حافظیه شیراز تماشاگران: ۲۰۰۰۰ داور: فریدون اصفهانیان |

| ۱۵ اردیبهشت ۱۳۸۱ ۲۱ | استقلال تهران    | ۰ – ۰ | فولاد خوزستان | تهران                                                         |
|                     | اکبرپور پاشازاده |       |               | ورزشگاه: آزادی تهران تماشاگران: بدون تماشاگر داور: جلال مرادی |

| ۱۹ اردیبهشت ۱۳۸۱ ۲۲ (دربی ۵۳) | پیروزی تهران | ۰ – ۰ | استقلال تهران                    | تهران                                                                |
|                               |              |       | نوازی · فاطمی · واحدی نیکبخت '۸۶ | ورزشگاه: آزادی تهران تماشاگران: ۸۰۰۰۰ داور: پائولو مانوئل گومز کاشتا |

| ۲۴ اردیبهشت ۱۳۸۱ ۲۳ | استقلال تهران                                             | ۳ – ۰ | سپاهان اصفهان | تهران                                                 |
|                     | نوازی ۹' (پنالتی) · محققیان ۴۸' (گل‌به‌خودی) · دین‌محمدی ۸۶' |       |               | ورزشگاه: آزادی تهران تماشاگران: ۱۰۰۰۰ داور: علی خسروی |

| ۲۹ اردیبهشت ۱۳۸۱ ۲۴ | ابومسلم مشهد | ۱ – ۱ | استقلال تهران     | مشهد                                                       |
|                     | رزاقی‌راد ۲۱' |       | فاطمی ۷۷' · نوازی | ورزشگاه: تختی مشهد تماشاگران: ۱۰۰۰۰ داور: فریدون اصفهانیان |

#### جایگاه در جدول
| رتبه | تیم     | بازی | برد | مساوی | باخت | گل زده | گل خورده | گل تفاضل | امتیاز | صعود یا سقوط                           |
| ---- | ------- | ---- | --- | ----- | ---- | ------ | -------- | -------- | ------ | -------------------------------------- |
| ۱    | پیروزی  | ۲۶   | ۱۳  | ۱۰    | ۳    | ۳۶     | ۲۳       | ۱۳+      | ۴۹     | صعود به مرحله گروهی لیگ قهرمانان آسیا  |
| ۲    | استقلال | ۲۶   | ۱۳  | ۹     | ۴    | ۳۸     | ۲۱       | ۱۷+      | ۴۸     | صعود به مرحله گروهی لیگ قهرمانان آسیا۱ |
| ۳    | فولاد   | ۲۶   | ۱۲  | ۹     | ۵    | ۳۲     | ۲۳       | ۹+       | ۴۵     |                                        |
| ۴    | پاس     | ۲۶   | ۱۰  | ۱۳    | ۳    | ۳۹     | ۲۴       | ۱۵+      | ۴۳     |                                        |
| ۵    | ابومسلم | ۲۶   | ۱۱  | ۷     | ۸    | ۴۰     | ۳۱       | ۹+       | ۴۰     |                                        |

#### دست‌آوردها در خانه و بیرون
| مجموع | مجموع  | مجموع | مجموع | مجموع | مجموع | مجموع | مجموع | خانه | خانه | خانه | خانه | خانه | خانه | مهمان | مهمان | مهمان | مهمان | مهمان | مهمان |
| بازی  | امتیاز | پ     | ت     | ش     | گ‌ز    | گ‌خ    | ت‌گ    | پ    | ت    | ش    | گ‌ز   | گ‌خ   | ت‌گ   | پ     | ت     | ش     | گ‌ز    | گ‌خ    | ت‌گ    |
| ----- | ------ | ----- | ----- | ----- | ----- | ----- | ----- | ---- | ---- | ---- | ---- | ---- | ---- | ----- | ----- | ----- | ----- | ----- | ----- |
| ۲۶    | ۴۸     | ۱۳    | ۹     | ۴     | ۳۸    | ۲۱    | ۱۷+   | ۷    | ۵    | ۱    | ۲۵   | ۱۲   | ۱۳+  | ۶     | ۴     | ۳     | ۱۳    | ۹     | ۴+    |

آخرین بروزرسانی: پایان فصل

منبع: IPLstats Home
IPLstats Away

پ = پیروزی؛ ت = تساوی؛ ش = شکست؛ گ‌ز = گل زده؛ گ‌خ = گل خورده؛ ت‌گ = تفاضل گل

|                    | بازی | برد | مساوی | شکست | زده | خورده | تفاضل | امتیاز |
| ------------------ | ---- | --- | ----- | ---- | --- | ----- | ----- | ------ |
| در ورزشگاه آزادی   | ۱۷   | ۹   | ۶     | ۲    | ۳۰  | ۱۵    | ۱۵+   | ۳۳     |
| در ورزشگاه‌های دیگر | ۷    | ۴   | ۳     | ۲    | ۸   | ۶     | ۲+    | ۱۵     |

#### روند هفته به هفته
| هفته  | ۱ | ۲  | ۳ | ۴ | ۵ | ۶ | ۷ | ۸ | ۹ | ۱۰ | ۱۱ | ۱۲ | ۱۳ | ۱۴ | ۱۵ | ۱۶ | ۱۷ | ۱۸ | ۱۹ | ۲۰ | ۲۱ | ۲۲ | ۲۳ | ۲۴ | ۲۵ | ۲۶ |
| ----- | - | -- | - | - | - | - | - | - | - | -- | -- | -- | -- | -- | -- | -- | -- | -- | -- | -- | -- | -- | -- | -- | -- | -- |
| زمین  | م | خ  | خ | م | خ | م | خ | خ | م | م  | خ  | م  | خ  | خ  | م  | م  | خ  | م  | خ  | م  | خ  | م  | خ  | م  | خ  | م  |
| نتیجه | ت | ش  | پ | ش | پ | پ | ش | ت | پ | پ  | پ  | پ  | پ  | پ  | ش  | پ  | ش  | پ  | ت  | ت  | ت  | ت  | پ  | ت  | پ  | ش  |
| وضعیت | ۴ | ۱۲ | ۷ | ۹ | ۷ | ۴ | ۴ | ۷ | ۴ | ۲  | ۲  | ۱  | ۱  | ۱  | ۱  | ۱  | ۱  | ۱  | ۱  | ۱  | ۱  | ۱  | ۱  | ۱  | ۱  | ۲  |

آخرین بروزرسانی: پایان فصل.
منبع: "IPL Stats".

زمین: م = مهمان، خ = خانه. نتیجه: ت = تساوی، ش = شکست، پ = پیروزی.

- در تهیه این جدول ترتیب برگزاری بازیها ملاک قرار گرفته است و شماره هفته بازیها اساس تهیه جدول نبوده است

### جام باشگاه‌های آسیا
منبع
| ۳۰ آذر ۱۳۸۰ یک هشتم نهایی | الاتحاد عربستان                                                                      | ۳ – ۲ | استقلال تهران                              | جده، عربستان                                 |
|                           | واحدی‌نیکبخت ۳۴' (گل‌به‌خودی) · محمد نور ۳۶' · لاندروما ۷۱' · محمد حیدر  · باسم الیامی  | گزارش | واحدی‌نیکبخت ۱۶' · فکری ۴۵' · خرمگاه · فکری | ورزشگاه: ورزشگاه امیر عبدالله داور: طلعت نجم |

| ۱۴ دی ۱۳۸۰ یک هشتم نهایی | استقلال تهران                                      | ۲ – ۱ | الاتحاد عربستان  | تهران، ایران                                        |
|                          | نوازی ۷۰' (پنالتی) · واحدی‌نیکبخت ۹۰' · واحدی‌نیکبخت | گزارش | سرجیو ریکاردو ۶' | ورزشگاه: آزادی تماشاگران: ۶۰۰۰۰ داور: محمد نورالدین |

| ۱۷ بهمن ۱۳۸۰ یک چهارم نهایی | الوحده امارات                                                                  | ۳ – ۵ | استقلال تهران                              | ابوظبی، امارات                 |
|                             | دین‌محمدی ۴۱' · اکبرپور ۶۵' · فاطمی ۸۰'، ۸۴' · هاشمی‌نسب ۸۷' · خرمگاه · پاشازاده | گزارش | بن حین رویسی ۱۲' · عبدالرحیم جمعه ۵۰'، ۷۳' | ورزشگاه: آل نهیان داور: اوکادا |

| ۱۹ بهمن ۱۳۸۰ یک چهارم نهایی | استقلال تهران     | ۱ – ۱ | نسف قرشی ازبکستان | ابوظبی، امارات                    |
|                             | واحدی‌نیکبخت ۵۹' · | گزارش | توشپولادف ۲۸'     | ورزشگاه: آل نهیان داور: باسل هاجر |

| ۲۱ بهمن ۱۳۸۰ یک چهارم نهایی | استقلال تهران                                                       | ۳ – ۰ | الکویت کویت            | ابوظبی، امارات                                     |
|                             | اکبرپور ۶۵' · فاطمی ۸۰' · عبداله جمعه ۸۵' (گل‌به‌خودی) · واحدی‌نیکبخت  | گزارش | آنادیایا  خلف المطیری  | ورزشگاه: آل نهیان تماشاگران: ۱۰۰۰۰ داور: باسل هاجر |

| تیم       | بازی | برد | مساوی | باخت | زده | خورده | تفاضل | امتیاز |
| --------- | ---- | --- | ----- | ---- | --- | ----- | ----- | ------ |
| استقلال   | ۳    | ۲   | ۱     | ۰    | ۹   | ۴     | ۵+    | ۷      |
| نسف قارشی | ۳    | ۱   | ۲     | ۰    | ۴   | ۳     | ۱+    | ۵      |
| الکویت    | ۳    | ۰   | ۲     | ۱    | ۳   | ۶     | ۳-    | ۲      |
| الوحده    | ۳    | ۰   | ۱     | ۲    | ۶   | ۹     | ۳-    | ۱      |

| ۱۴ فروردین ۱۳۸۱ نیمه‌نهایی | استقلال تهران           | ۱ – ۲ | آنیانگ ال‌جی کره‌جنوبی              | تهران، ایران                 |
|                           | بختیاری‌زاده · اکبری ۶۳' | گزارش | مارکوس دنر ۵۷' · آندره سانتوس ۷۲' | ورزشگاه: آزادی داور: لو جونگ |

| ۱۶ فروردین ۱۳۸۱ رده‌بندی | استقلال تهران                                                                            | ۵ – ۲ | نسف قرشی ازبکستان                          | تهران، ایران                      |
|                         | نوازی ۲'، ۲۸' (پنالتی) · باتیر کارایف ۲۰' (گل‌به‌خودی) · فاطمی ۶۵' · پاشازاده ۸۰' · برومند | گزارش | اویبک عثمان خودجائف ۱۲' · ظفر خول‌مرادف ۵۱' | ورزشگاه: آزادی داور: سوبخدین صالح |

### جام حذفی
منبع
| ۱۱ آذر ۱۳۸۰ ۱/۱۶ نهایی | لشگر ۳۰ گرگان            | ۱ – ۴ | استقلال تهران                      | گرگان                                                    |
|                        | نیسان باقری ۷۸' (پنالتی) | گزارش | فاطمی ۱۰'، ۶۳'، ۸۷' · سیدعباسی ۲۲' | ورزشگاه: آزادی گرگان تماشاگران: ۱۵۰۰۰ داور: محسن قهرمانی |

| ۱۷ دی ۱۳۸۰ ۱/۱۶ نهایی | استقلال تهران                 | ۳ – ۰ | لشگر ۳۰ گرگان | تهران                                                 |
|                       | هاشمی‎نسب ۴۵'، ۴۷' · فاطمی ۶۰' | گزارش |               | ورزشگاه: آزادی تهران تماشاگران: ۱۰۰۰ داور: محمد کارور |

| ۲۱ دی ۱۳۸۰ ۱/۸ نهایی | استقلال تهران                                                                                | ۴ – ۲ | پاس تهران                                       | تهران                                                   |
|                      | مومن‌زاده ۱۳' · دین‌محمدی ۱۷' · نوازی ۶۶' (پنالتی) · خذیراوی ۸۳' · هاشمی‎‌نسب · دین‌محمدی · نوازی | گزارش | نکونام ۲۷' · ربیع‌خواه ۶۳' · نکونام '۸۲ · نکیسا  | ورزشگاه: آزادی تهران تماشاگران: ۴۰۰۰ داور: فرج‌اله یثربی |

| ۱۹ فروردین ۱۳۸۱ ۱/۴ نهایی                           | ذوب‌آهن اصفهان               | ۰ – ۰ | استقلال تهران | تهران                                                       |
|                                                     | صاحبی (نیمه اول) · حسینی '؟ | گزارش | فکری          | ورزشگاه: ۲۲ بهمن اصفهان تماشاگران: ۱۵۰۰۰ داور: فرج‌اله یثربی |
| یادداشت: پرویز برومند ضربه پنالتی صاحبی را مهار کرد |                             |       |               |                                                             |

### مسابقات جام اتحادیه
منبع
| ۱۸ مرداد ۱۳۸۰ بازی اول (رفت) | استقلال تهران                                      | ۵ – ۰ | شعاع تهران | تهران                           |
|                              | موسوی ؟' · اکبری ؟' · قلی‌اف ؟' · فکری ؟' · بیگی ؟' |       |            | ورزشگاه: مرغوبکار تهران داور: ؟ |

| ۲۵ مرداد ۱۳۸۰ بازی دوم (برگشت) | استقلال تهران                                      | ۵ – ۰ | شعاع تهران | تهران                                                     |
|                                | محمدخانی ۲۸'، ۷۹'، ۸۳' · همدانی ۳۸' · سیدعباسی ۹۰' |       |            | ورزشگاه: مرغوبکار تهران تماشاگران: ۵۰۰۰ داور: مهدی هنروری |

| ۹ شهریور ۱۳۸۰ بازی سوم (رفت) | استقلال تهران                    | ۳ – ۱ | میهن تهران       | تهران                              |
|                              | مجیدی ؟' · موسوی ؟' · اکبرپور ؟' |       | محمدرضا رضایی ؟' | ورزشگاه: تختی تهران داور: حسین یدی |

| ۱۳ شهریور ۱۳۸۰ بازی چهارم (برگشت) | استقلال تهران                                | ۵ – ۰ | میهن تهران | تهران                                    |
|                                   | موسوی ۴۰'، ۷۵' · قربانی ۵۶' · نوازی ۷۴'، ۸۸' |       |            | ورزشگاه: مرغوبکار تهران داور: محمد کارور |

| ۲۱ شهریور ۱۳۸۰ بازی پنجم | استقلال تهران | ۰ – ۳ | برق تهران                                        | تهران                       |
|                          |               |       | علی سلمانی ۱۰' · شهرام مهربد ۲۰' · احمد خباز ۳۵' | ورزشگاه: تختی تهران داور: ؟ |

### چهار جانبه کیش
| ۲۸ مرداد ۱۳۸۰ نیمه‌نهایی | استقلال تهران                           | ۳ – ۱ | پاس تهران | کیش                                               |
|                         | هاشمی‌زاده ۳۵' · موسوی ۶۵' · اکبرپور ۹۰' |       | گروسی ۴۴' | ورزشگاه: المپیک کیش تماشاگران: ۴۰۰۰ داور: باغبانی |

| ۳۰ مرداد ۱۳۸۰ فینال | استقلال تهران                                 | ۳ – ۰ | نوجوانان ایران | کیش                                         |
|                     | موسوی ۶۱'، ۸۶ ' · نوازی ۹۰' (پنالتی) · قلی‌اف  |       | کعبی           | ورزشگاه: المپیک کیش تماشاگران: ۵۰۰۰ داور: ؟ |

منبع

### چهار جانبه مشهد
| ۲۳ مهر ۱۳۸۰ نیمه‌نهایی                           | استقلال تهران | ۰ – ۰ (۳ – ۴ پنالتی)            | فجرسپاسی شیراز | مشهد                                               |
|                                                 |               |                                 |                | ورزشگاه: تختی مشهد تماشاگران: ۶۰۰۰ داور: محمد ظریف |
|                                                 | ضربات پنالتی  |                                 |                |                                                    |
| موسوی · داداش‌زاده · قلی‌اف · نوازی · بختیاری‌زاده |               | رجب‌زاده · رضایی · کمالی · خرمزی |                |                                                    |

| ۲۵ مهر ۱۳۸۰ رده‌بندی | استقلال تهران                                           | ۴ – ۰ | کپه‌داغ عشق‌آباد | مشهد                                               |
|                     | نوازی ۴۴' (پنالتی) · مجیدی ۴۵' · قلی‌اف ۶۳' · موسوی ۶۶ ' |       |                | ورزشگاه: تختی مشهد تماشاگران: ۱۰۰۰۰ داور: حسین کرد |

منبع

### مسابقات بین‌المللی نقش جهان (جام مهرام)
منبع
| ۵ مرداد ۱۳۸۰ بازی اول | جوانان استقلال         | ۲ – ۱ | نوجوانان ایران | اصفهان                                      |
|                       | ماکویی ۷۸' · جباری ۸۰' |       | اکبرپور ۱۶'    | ورزشگاه: فولادشهر اصفهان داور: مصطفی دانشور |

| ۷ مرداد ۱۳۸۰ بازی دوم | جوانان استقلال                     | ۳ – ۳ | نوجوانان عمان                    | اصفهان                                                   |
|                       | جباری ۳۸' · حیدری ۵۵' · ماکویی ۹۰' |       | سلطان ۲' · سعید ۱۴' · عبداله ۵۱' | ورزشگاه: فولادشهر اصفهان تماشاگران: ۵۰۰۰ داور: ایرج نظری |

| ۱۱ مرداد ۱۳۸۰ فینال | جوانان منتخب اصفهان | ۴ – ۰ | جوانان استقلال                     | اصفهان                                    |
|                     |                     |       | طهماسبی ۱۴'، ۶۱' · فرهادی ۲۰'، ۵۲' | ورزشگاه: فولادشهر اصفهان داور: جلال مرادی |

### بازی دوستانه
| ۲۲ تیر ۱۳۸۰ دوستانه ۱ | پروفیل ساوه | ۰ – ۱ | استقلال تهران  | ساوه |
|                       |             |       | همدانی پنالتی' |      |

| ۲۸ تیر ۱۳۸۰ دوستانه ۲ | منتخب اردکان | ۲ – ۷ | استقلال تهران                                    | یزد                           |
|                       | ؟ · ؟        |       | موسوی · طهماسبی · هاشمی‌زاده · قربانی · داداش‌زاده | ورزشگاه: آزادی اردکان داور: ؟ |

| ۳۰ تیر ۱۳۸۰ دوستانه ۳ | سنگ‌آهن بافق | ۱ – ۵ | استقلال تهران           | یزد                       |
|                       | ؟           |       | طهماسبی · موسوی · اکبری | ورزشگاه: تختی یزد داور: ؟ |

| ۱۵ مهر ۱۳۸۰ دوستانه ۴ | استقلال تهران                | ۴ – ۳ | عقاب تهران | تهران                        |
|                       | مجیدی · داداش‌زاده · مومن‌زاده |       |            | ورزشگاه: زمین شماره دو آزادی |

| ۲ آبان ۱۳۸۰ دوستانه ۵ | استقلال تهران                               | ۷ – ۰ | آرارات تهران | تهران                        |
|                       | اکبری · نوازی · مومن‌زاده · موسوی · هاشمی‌نسب |       |              | ورزشگاه: زمین شماره دو آزادی |

| ۷ آبان ۱۳۸۰ دوستانه ۶ | استقلال تهران     | ۲ – ۲ | پیکان تهران | تهران               |
|                       | داداش‌زاده · موسوی |       |             | ورزشگاه: ایران‌خودرو |

| ۱۷ آبان ۱۳۸۰ دوستانه ۷ | استقلال تهران | ۲ – ۰ | ملوان انزلی | تهران                   |
|                        | اکبرپور       |       |             | ورزشگاه: مرغوبکار تهران |

| ۲۳ آبان ۱۳۸۰ دوستانه ۸ | استقلال تهران                            | ۴ – ۱ | کوثر تهران | تهران                   |
|                        | نوازی · هاشمی‌نسب · قلی‌اف · دفاع تیم کوثر |       |            | ورزشگاه: مرغوبکار تهران |

## آمار

### عملکرد کلی تیم در فصل
منبع: رقابت‌ها

### نمایش بازیکنان
| شماره | پُست       | بازیکنان           | لیگ برتر | لیگ برتر | لیگ برتر | جام حذفی | جام حذفی | جام حذفی | ج.ب آسیا ۰۲–۲۰۰۱ | ج.ب آسیا ۰۲–۲۰۰۱ | ج.ب آسیا ۰۲–۲۰۰۱ | مجموع   | مجموع | مجموع    | کارت                 | کارت             |
| شماره | پُست       | بازیکنان           | بازی     | زمان     | کارت زرد | بازی     | زمان     | کارت زرد | بازی             | زمان             | کارت زرد         | بازی    | زمان  | کارت زرد | کارت زرد دوم و اخراج | کارت قرمز مستقیم |
| ----- | --------- | ------------------ | -------- | -------- | -------- | -------- | -------- | -------- | ---------------- | ---------------- | ---------------- | ------- | ----- | -------- | -------------------- | ---------------- |
| ۱     | دروازه‌بان | پرویز برومند       | ۸        | ۷۲۰      | ۱        | ۲        | ۱۸۰      | ۰        | ۴                | ۳۶۰              | ۱                | ۱۴ (۱۴) | ۱۲۶۰  | ۱        | ۰                    | ۰                |
| ۴     | مدافع     | محمد خرمگاه        | ۲۰       | ۱۵۹۰     | ۱        | ۷        | ۴۹۹      | ۰        | ۶                | ۵۴۰              | ۲                | ۳۳ (۳۰) | ۲۶۲۹  | ۳        | ۰                    | ۱                |
| ۵     | هافبک     | داوود سیدعباسی     | ۲۲       | ۱۳۰۰     | ۰        | ۸        | ۶۷۵      | ۲        | ۴                | ۱۳۰              | ۰                | ۳۴ (۲۶) | ۲۱۰۵  | ۲        | ۰                    | ۰                |
| ۶     | هافبک     | محمود فکری         | ۲۴       | ۱۹۴۸     | ۱        | ۸        | ۶۲۷      | ۱        | ۷                | ۶۳۰              | ۱                | ۳۹ (۳۸) | ۳۲۰۵  | ۳        | ۰                    | ۱                |
| ۷     | مدافع     | سهراب بختیاری‌زاده  | ۱۷       | ۱۵۳۰     | ۴        | ۴        | ۳۵۵      | ۲        | ۶                | ۵۴۰              | ۱                | ۲۷ (۲۷) | ۲۴۲۵  | ۷        | ۰                    | ۱                |
| ۸     | هافبک     | محمد نوازی         | ۲۰       | ۱۶۲۷     | ۹        | ۹        | ۵۹۲      | ۲        | ۷                | ۶۲۶              | ۰                | ۳۶ (۳۴) | ۲۸۴۵  | ۱۱       | ۰                    | ۰                |
| ۹     | مهاجم     | علی موسوی          | ۸        | ۵۱۰      | ۲        | ۶        | ۳۳۸      | ۰        | ۲                | ۴۵               | ۰                | ۱۶ (۸)  | ۸۹۳   | ۲        | ۰                    | ۰                |
| ۱۰    | مدافع     | مهدی پاشازاده      | ۱۵       | ۱۳۵۲     | ۳        | ۷        | ۵۷۹      | ۱        | ۵                | ۱۸۹              | ۱                | ۲۷ (۲۳) | ۲۱۲۰  | ۵        | ۰                    | ۰                |
| ۱۱    | هافبک     | یدالله اکبری       | ۲۰       | ۱۴۰۷     | ۳        | ۸        | ۴۸۶      | ۰        | ۵                | ۴۳۲              | ۰                | ۳۲ (۲۵) | ۲۳۲۵  | ۳        | ۰                    | ۰                |
| ۱۲    | مهاجم     | مجاهد خذیراوی      | ۱۳       | ۸۲۷      | ۰        | ۳        | ۹۸       | ۰        | ۴                | ۲۹۵              | ۰                | ۲۰ (۱۴) | ۱۲۲۰  | ۰        | ۰                    | ۰                |
| ۱۴    | هافبک     | سیروس دین‌محمدی     | ۲۴       | ۲۱۰۶     | ۱        | ۷        | ۴۵۴      | ۱        | ۷                | ۵۸۳              | ۰                | ۳۸ (۳۵) | ۳۱۴۳  | ۲        | ۰                    | ۰                |
| ۱۵    | هافبک     | فرزاد مجیدی        | ۲۰       | ۸۲۰      | ۲        | ۵        | ۲۹۵      | ۰        | ۵                | ۱۲۷              | ۰                | ۳۰ (۱۵) | ۱۲۴۲  | ۲        | ۰                    | ۰                |
| ۱۶    | مهاجم     | علی‌رضا اکبرپور     | ۲۱       | ۱۴۰۳     | ۱        | ۷        | ۴۶۰      | ۱        | ۵                | ۳۹۳              | ۰                | ۳۲ (۲۳) | ۲۲۵۶  | ۲        | ۰                    | ۰                |
| ۱۷    | مهاجم     | احمد مومن‌زاده      | ۱۶       | ۹۶۶      | ۴        | ۷        | ۴۵۸      | ۱        | ۵                | ۳۹۰              | ۰                | ۲۸ (۱۹) | ۱۸۱۴  | ۵        | ۰                    | ۰                |
| ۱۸    | مهاجم     | فراز فاطمی         | ۲۳       | ۱۴۴۵     | ۱        | ۷        | ۴۸۴      | ۱        | ۵                | ۳۱۱              | ۰                | ۳۵ (۲۳) | ۲۲۴۰  | ۲        | ۰                    | ۰                |
| ۱۹    | مدافع     | پیروز قربانی       | ۷        | ۵۹۱      | ۰        | ۵        | ۴۰۶      | ۰        | ۰                | ۰                | ۰                | ۱۲ (۱۱) | ۹۹۷   | ۰        | ۰                    | ۱                |
| ۲۰    | مدافع     | مهدی هاشمی‌نسب      | ۱۹       | ۱۵۴۳     | ۳        | ۵        | ۳۸۵      | ۱        | ۷                | ۵۴۳              | ۰                | ۳۱ (۳۰) | ۲۴۷۱  | ۴        | ۰                    | ۰                |
| ۲۲    | هافبک     | علیرضا واحدی‌نیکبخت | ۱۹       | ۱۶۵۶     | ۴        | ۳        | ۱۲۶      | ۰        | ۶                | ۵۱۰              | ۲                | ۲۸ (۲۶) | ۲۲۹۲  | ۶        | ۱                    | ۱                |
| ۲۳    | مدافع     | سعید بیگی          | ۳        | ۶        | ۰        | ۲        | ۱۵۶      | ۰        | ۰                | ۰                | ۰                | ۵ (۱)   | ۱۶۲   | ۰        | ۰                    | ۰                |
| ۲۴    | هافبک     | رافت قلی‌اف         | ۱۵       | ۷۵۱      | ۰        | ۵        | ۲۹۲      | ۰        | ۴                | ۱۸               | ۰                | ۲۴ (۱۰) | ۱۰۶۱  | ۰        | ۰                    | ۰                |
| ۲۹    | دروازه‌بان | مسعود قاسمی        | ۶        | ۴۵۱      | ۰        | ۵        | ۳۹۲      | ۰        | ۰                | ۰                | ۰                | ۱۱ (۹)  | ۸۴۳   | ۰        | ۰                    | ۰                |
| ۳۱    | دروازه‌بان | هادی طباطبایی      | ۱۳       | ۱۱۷۰     | ۱        | ۲        | ۲۳۸      | ۰        | ۳                | ۲۷۰              | ۰                | ۱۸ (۱۹) | ۱۶۷۸  | ۱        | ۰                    | ۰                |
| ؟     | مدافع     | ارسطو محمدی        | ۰        | ۰        | ۰        | ۲        | ۱۸۰      | ۰        | ۰                | ۰                | ۰                | ۲ (۲)   | ۱۸۰   | ۰        | ۰                    | ۰                |
| ؟     | هافبک     | مجتبی جباری        | ۰        | ۰        | ۰        | ۱        | ۴۵       | ۰        | ۰                | ۰                | ۰                | ۱ (۰)   | ۴۵    | ۰        | ۰                    | ۰                |
| ؟     | هافبک     | ایمان رضایی        | ۰        | ۰        | ۰        | ۱        | ۱۹       | ۰        | ۰                | ۰                | ۰                | ۱ (۰)   | ۱۹    | ۰        | ۰                    | ۰                |

اعداد آبی رنگ : تعداد حضور در ترکیب اصلی استقلال

### گلزن‌ها
| رده        | پُست        | نام                | لیگ برتر | جام حذفی | جام باشگاهها | کل |
| ---------- | ---------- | ------------------ | -------- | -------- | ------------ | -- |
| ۱          | مهاجم      | فراز فاطمی         | ۷        | ۶        | ۴            | ۱۷ |
| ۲          | هافبک      | سیروس دین‌محمدی     | ۷        | ۲        | ۱            | ۱۰ |
| ۲          | هافبک      | محمد نوازی         | ۵ (۵)    | ۲ (۲)    | ۳ (۲)        | ۱۰ |
| ۴          | مهاجم      | احمد مومن‌زاده      | ۳        | ۴        | ۰            | ۷  |
| ۵          | مهاجم      | علی موسوی          | ۳        | ۲        | ۰            | ۵  |
| ۵          | هافبک      | علیرضا واحدی‌نیکبخت | ۲        | ۰        | ۳            | ۵  |
| ۵          | هافبک      | یداله اکبری        | ۱        | ۲        | ۱            | ۴  |
| ۸          | هافبک      | فرزاد مجیدی        | ۳        | ۰        | ۰            | ۳  |
| ۸          | هافبک      | علیرضا اکبرپور     | ۱        | ۰        | ۲            | ۳  |
| ۸          | مدافع      | مهدی هاشمی‌نسب      | ۰        | ۲        | ۱            | ۳  |
| ۱۱         | مدافع      | سهراب بختیاری‌زاده  | ۱        | ۱        | ۰            | ۲  |
| ۱۱         | هافبک      | داوود سیدعباسی     | ۱        | ۱        | ۰            | ۲  |
| ۱۱         | مهاجم      | مجاهد خذیراوی      | ۱        | ۱        | ۰            | ۲  |
| ۱۴         | مدافع      | مهدی پاشازاده      | ۰        | ۰        | ۱            | ۱  |
| ۱۴         | مدافع      | محمود فکری         | ۰        | ۰        | ۱            | ۱  |
| ۱۴         | هافبک      | رافت قلی‌اف         | ۱        | ۰        | ۰            | ۱  |
| گل به خودی | گل به خودی | گل به خودی         | ۲        | ۰        | ۱            | ۲  |
| کل         | کل         | کل                 | ۳۸       | ۲۳       | ۱۹           | ۸۰ |

اعداد آبی رنگ : تعداد گلهای زده شده از نقطه پنالتی
** گل به خودی بازیکنان حریف :
۱- رضا نادرنژاد بازیکن نسف قرشی ازبکستان در بازی هفته پنجم لیگ برتر
۲- باتیر کارایف بازیکن نسف قرشی ازبکستان در بازی رده‌بندی جام باشگاههای آسیا
۳- جواد محققیان بازیکن سپاهان اصفهان در بازی هفته ۲۳ لیگ برتر

### پاس گل
| رتبه | پُست   | بازیکنان           | لیگ برتر | جام حذفی | جام باشگاههای آسیا | جمع | گرفتن پنالتی |
| ---- | ----- | ------------------ | -------- | -------- | ------------------ | --- | ------------ |
| ۱    | هافبک | محمد نوازی         | ۴        | ۰        | ۲                  | ۶   | ۰            |
| ۲    | هافبک | علیرضا اکبرپور     | ۳        | ۰        | ۲                  | ۵   | ۵            |
| ۳    | هافبک | سیروس دین‌محمدی     | ۲        | ۰        | ۳                  | ۵   | ۰            |
| ۴    | مهاجم | مجاهد خذیراوی      | ۲        | ۱        | ۱                  | ۴   | ۱            |
| ۵    | هافبک | علیرضا واحدی‌نیکبحت | ۱        | ۱        | ۲                  | ۴   | ۰            |
| ۶    | مهاجم | احمد مومن‌زاده      | ۲        | ۱        | ۰                  | ۳   | ۱            |
| ۷    | مهاجم | علی موسوی          | ۱        | ۰        | ۰                  | ۱   | ۰            |
| ۸    | مهاجم | فراز فاطمی         | ۱        | ۰        | ۰                  | ۱   | ۱            |
| ۹    | هافبک | داوود سیدعباسی     | ۱        | ۰        | ۰                  | ۱   | ۰            |
| ۱۰   | هافبک | یداله اکبری        | ۰        | ۱        | ۰                  | ۱   | ۰            |
| ۱۱   | مدافع | محمد خرمگاه        | ۰        | ۰        | ۱                  | ۱   | ۰            |
| جمع  | جمع   | جمع                | ۱۷       | ۴        | ۱۱                 | ۳۲  | ۸            |

- از مجموع ده پنالتی اعلام شده در این فصل یک ضربه پنالتی گل نشده‌است.
- اطلاعات پاس گل در مورد بازیهای جام حذفی کامل نمی‌باشد.

### تفکیک عملکرد مربیان
| عنوان بازیها       | بازی | برد | مساوی | باخت | گل‌زده | گل‌خورده | تفاضل | درصد برد |
| ------------------ | ---- | --- | ----- | ---- | ----- | ------- | ----- | -------- |
| منصور پورحیدری     |      |     |       |      |       |         |       |          |
| لیگ برتر           | ۲۶   | ۱۳  | ۹     | ۴    | ۳۸    | ۲۱      | ۱۷    | ۵۰٪      |
| جام حذفی           | ۴    | ۳   | ۱     | ۰    | ۱۱    | ۳       | ۸     | ۷۵٪      |
| جام باشگاههای آسیا | ۷    | ۴   | ۱     | ۲    | ۱۹    | ۱۲      | ۷     | ۵۷٪      |
| امیر قلعه‌نویی      |      |     |       |      |       |         |       |          |
| جام حذفی           | ۵    | ۳   | ۱     | ۱    | ۱۲    | ۹       | ۳     | ۶۰٪      |
| جمع عملکرد مربیان  |      |     |       |      |       |         |       |          |
| منصور پورحیدری     | ۳۷   | ۲۰  | ۱۱    | ۶    | ۶۸    | ۳۶      | ۳۲    | ۵۴٪      |
| امیر قلعه‌نویی      | ۵    | ۳   | ۱     | ۱    | ۱۲    | ۹       | ۳     | ۶۰٪      |

### گلهای لیگ برتر بر حسب شش بازه زمانی
| بازه زمانی     | گل زده | بازه زمانی     | گل خورده |
| -------------- | ------ | -------------- | -------- |
| ۱۵ دقیقه اول   | ۵      | ۱۵ دقیقه اول   | ۱        |
| ۱۵ دقیقه دوم   | ۴      | ۱۵ دقیقه دوم   | ۸        |
| ۱۵ دقیقه سوم   | ۵      | ۱۵ دقیقه سوم   | ۱        |
| اضافی نیمه اول | ۰      | اضافی نیمه اول | ۰        |
| جمع نیمه اول   | ۱۴     | جمع نیمه اول   | ۱۰       |
| ۱۵ دقیقه چهارم | ۸      | ۱۵ دقیقه چهارم | ۴        |
| ۱۵ دقیقه پنجم  | ۶      | ۱۵ دقیقه پنجم  | ۵        |
| ۱۵ دقیقه ششم   | ۱۰     | ۱۵ دقیقه ششم   | ۲        |
| اضافی نیمه دوم | ۰      | اضافی نیمه دوم | ۰        |
| جمع نیمه دوم   | ۲۴     | جمع نیمه دوم   | ۱۱       |

### عملکرد دروازه‌بانها
|       |               | لیگ برتر | لیگ برتر | لیگ برتر | جام حذفی | جام حذفی | جام حذفی | جام باشگاهها | جام باشگاهها | جام باشگاهها | مجموع | مجموع   | مجموع |
| رتبه  | نام           | بازی     | گل‌خورده  | ک‌ش       | بازی     | گل‌خورده  | ک‌ش       | بازی         | گل‌خورده      | ک‌ش           | بازی  | گل‌خورده | ک‌ش    |
| ----- | ------------- | -------- | -------- | -------- | -------- | -------- | -------- | ------------ | ------------ | ------------ | ----- | ------- | ----- |
| ۱     | هادی طباطبایی | ۱۳       | ۱۲       | ۶        | ۳        | ۷        | ۰        | ۳            | ۵            | ۰            | ۱۹    | ۲۴      | ۶     |
| ۲     | پرویز برومند  | ۸        | ۴        | ۵        | ۲        | ۰        | ۲        | ۴            | ۷            | ۱            | ۱۴    | ۱۱      | ۸     |
| ۳     | مسعود قاسمی   | ۶        | ۵        | ۱        | ۵        | ۵        | ۰        | ۰            | ۰            | ۰            | ۱۱    | ۱۰      | ۱     |
| مجموع | مجموع         | ۲۷       | ۲۱       | ۱۲       | ۱۰       | ۱۲       | ۲        | ۷            | ۱۲           | ۱            | ۴۴    | ۴۵      | ۱۵    |

### کاپیتان‌های فصل
| رده | نام               | لیگ برتر | جام حذفی | جام باشگاهها | جمع |
| --- | ----------------- | -------- | -------- | ------------ | --- |
| ۱   | مهدی پاشازاده     | ۱۴ (۱)   | ۷        | ۱ (۳)        | ۲۲  |
| ۲   | محمود فکری        | ۱۰ (۱)   | ۲ (۳)    | ۶            | ۱۸  |
| ۳   | سیروس دین‌محمدی    | ۱        | ۰ (۱)    | ۰            | ۱   |
| ۴   | سهراب بختیاری‌زاده | ۱        | ۰        | ۰            | ۱   |

* عددهای آبی رنگ : نشان دهنده دفعاتی است که آن بازیکن پس از تعویض کاپیتان اول، کاپیتان شده‌است و این کاپیتانی‌ها در ستون جمع محاسبه نشده‌است.